# 와리스 디리
와리스 디리(1965년 10월 21일~, 영어: Waris Dirie, 소말리어: Waris Diiriye, 아랍어: واريس ديري)는 소말리아의 모델, 작가, 배우, 활동가이다.

## 생애
소말리아 갈카요에서 유목민 가문의 딸로 태어났다. 13세에 노인 남자와 결혼할 뻔했지만 모가디슈로 탈출하게 된다. 그의 삼촌이 영국 주재 소말리아 대사로 근무하면서 디리는 가족들과 함께 영국 런던으로 이주했다. 대사의 임기가 끝난 뒤에도 디리는 영국 런던에 계속 남았고 런던에서 맥도날드 매장의 직원으로 근무하게 된다.
디리가 런던의 맥도날드 매장에서 근무하던 동안에 사진가였던 테렌스 도노번(Terence Donovan)이 디리를 만났다. 도노번은 디리를 피렐리(Pirelli)의 1987년 달력의 표지 모델로 발탁했다. 1987년에는 제임스 본드 영화 《리빙 데이라이트》(The Living Daylights)에서 단역으로 출연했다. 샤넬, 리바이스, 로레알, 레블론 등 유명 브랜드의 광고에 출연했고 런던, 뉴욕, 밀라노, 파리에서 열린 패션쇼 무대에 참석했다.
1995년에는 영국방송공사(BBC)가 그의 패션 모델 경력을 소재로 한 다큐멘터리인 《뉴욕의 유목민》(A Nomad in New York)을 방영했다. 또한 《엘르》, 《글래머》, 《보그》 등의 잡지에도 출연했다.
1997년에는 잡지 《마리끌레르》의 기자였던 로라 지브(Laura Ziv)와의 인터뷰에서 자신이 어린 시절에 여성 성기 절제를 경험했다고 밝혔다. 같은 해에 유엔으로부터 여성 성기 절제 근절 특별 홍보 대사로 임명된 디리는 소말리아를 방문하면서 어머니와 재회했다. 디리는 1997년부터 2003년까지 유엔의 여성 성기 절제 근절 특별 홍보 대사로 활동했다.
1998년에는 자신의 첫 책인 《사막의 꽃》(Desert Flower)을 발표했는데 이 책은 국제적인 베스트셀러로 여겨지게 된다. 《사막의 새벽》(Desert Dawn, 2004년), 《사막의 어린이》(Desert Children, 2005년), 《엄마에게 쓰는 편지》(Letter to My Mother, 2007년) 등 여러 편의 자서전을 발표하는 한편 대외적으로는 여성 성기 절제 근절을 위한 운동을 전개했다.
2005년 3월에는 오스트리아 시민권을 취득했고 2007년에는 프랑스의 니콜라 사르코지 대통령으로부터 레지옹 도뇌르 슈발리에 훈장(Légion d'Honneur Chevalier)을 받았다.
2019년 선학평화상 수상.

## 사고
2004년 3월 디리는 오스트리아 빈에 위치한 자신의 집에서 26세 포르투갈인 남자였던 파울루 아우구스투(Paulo Augusto)에 의해 납치되었다. 납치범은 이웃집의 창문을 통해 디리가 살고 있던 아파트에 침입했다. 디리는 아우구스투를 바닥으로 내던졌고 가벼운 부상을 입었다. 디리의 이웃이 이 사실을 알리면서 아우구스투는 경찰에 체포되었으며 오스트리아 법원으로부터 집행유예 5개월을 선고받았다. 납치범은 디리를 습격하기 6개월 전에 웨일스의 옛 거주지에서 디리를 만났다고 밝혔으며 나중에 디리의 집에 침입해서 디리의 옷을 훔쳤다고 밝혔다.
2008년 3월 5일에는 벨기에 브뤼셀의 호텔에 투숙했던 디리가 행방불명되었지만 브뤼셀 경찰이 3월 7일에 디리를 발견하면서 생존했다는 사실이 밝혀졌다. 디리는 택시 운전사에게 유괴되어 강간당할 뻔했다고 밝혔다.